# Novejša potniška letala
Trenutno je na trgu veliko različnih proizvajalcev letal:  evropski Airbus, ameriški Boeing, brazilski Embraer, kanadski Bombardier, ruski Suhoj, Irkut, Iljušin, rusko-ukrajinski Antonov, kitajski COMAC, japonski Mitsubishi, francosko-italijanski ATR in še nekaj manjših. Irkut, COMAC in Mitsubishi trenutno še nimajo operativnih letal v uporabi (marec 2014). Bombardier in ATR proizvajata tudi turbopropelerska letala.
Število komercialnih potniških letal v uporabi in proizvodnji se konstantno povečuje. V prihodnosti bo precej več izdelovalcev manjših ozkotrupnih letal v razredu do 150 sedežev, novi člani bodo Embraer, Bombardier,COMAC, Irkut, Suhoj.  Skoraj vsa novejša reaktivna letala imajo motorje nameščeno pod krili, izjema je le Canadair Regional Jet in Comac ARJ21. Antonov An-148 ima edini visoka krila.
Manjša reaktivna letala s pod 70-80 sedeži so skoraj izginila s trga, medtem ko turbupropelerska letala, kot je ATR 72, doživljajo manjšo renesanso zaradi ekonomičnosti. Študirajo se tudi večji in hitrejši 100 sedežni turbopropi.
Vsi proizvajalci proizvajajo dvomotorna letala, izjema sta le A380 in Boeing 747-8. Sicer je manj kot 4% dobavljenih Airbusa in Boeinga v letu 2013 štirimotornih.

## Ozkotrupna letala
Tudi na tem trgu vlada duopol Airbus/Boeing z A320 in 737. Na leto vsak proizvajalec dobavi 400-500 ozkotrupnih letal. V prihodnosti bo na tem trgu prisotnih več letal kot so Bombardier, Irkut MS-21, COMAC C919 in Embraer E-Jet E2. A320NEO je rekorder po število naročil, do leta 2014 je zbral 2500 naročil, Boeing 737 MAX pa 1800. Naročil za vse druge skupaj je okrog 1000.  A320NEO in 737MAX bosta v bistvu stara aluminijasta letala z novimi motorji in novimi wingleti, podobno bo tudi Embraer E-Jet E2 in zadnje serije CRJ, ki je povečana verzija starih letal. Bombardier in Irkut MS-21 sta povsem nova dizajna in bosta veliko uporabljala kompozitne materiale, C919 v manjšem obsegu, Mitsubishi Regional Jet pa bo večinoma aluminijast, prav tako povečani Suhoj Superjet 130. Tupoljev je tudi razvijal manjše aluminijasto regionalno letalo Tu-334, ki so ga potem preklicali.

### Proizvajalci motorjev
Zanimivo je, da bo Pratt & Whitney PW1000G, turboventilatorski motor z reduktorjem opcija na skoraj vseh zgoraj omenjenih letalih, razen 737MAX. MAX bo imel nov motor CFM International LEAP, ki bo opcija tudi na A320NEO.

## Širokotrupna letala
Pri trgu velikih širokotrupnih je skoraj popolen duopol Airbus/Boeing, vsak si lasti približno polovico trga. Število širokotrupnih letal je okrog 3-4 manjše kot ozkotrupnih. Na leto vsak proizvajalec dobavi 140-200 velikih potniških letal. Ozkotrupna letala letijo tudi daljše lete in več vzletov in pristankov na dan, zato je število nesreč širokotrupnih letal zelo majhno. Širokotrupna letala imajo po navadi čez 200 sedežev v trirazredni konfiguraciji.

### Airbus
Airbus proizvaja največje potniško letalo A380, dvomotornega A330, ki se še vedno dobro prodaja (1310 naročil, 250 neizpolnjenih), štirimotorni A340 sicer ni več v proizvodnji. V bližnji prihodnost se bo še pridružil kompozitni A350XWB, ki bo nasledil A330 in A340. A350 je na voljo v več različicah z 250-350 v trirazredni konfiguraciji in bo tekmoval z Boeingom 787, ki je v povprečju malo manjši. Večja verzija A350-1000 z 350 sedeži v treh razredih pa z 777X. A350 ima 810 naročil (marec 2014). Airbus je sicer preklical tovorno verzijo A380F (150 ton tovora), ki je neuspešno tekmoval z Boeing 747-8F, ki ima kapaciteto 140 ton. Airbus A380 ima 324 naročil (marec 2014) od tega 200 neizpolnjenih. V prihodnosti bo program dosegel rentabilnost, Airbus je moral zaradi dveletne zamude plačati velike kompenzacije letalskim družba. V prihodnosti ga bodo modernizirali z novimi motorji in verjetno tudi povečali. A380-800 krilo je bilo sicer zasnovano za težjo različico A380-900, ki je še niso izdelali.

### Boeing
Boeing proizvaja trenutno najdaljše letalo na svetu Boeing 747-8, ki je v bistvu 747-400 z novim krilom in novimi motorji GEnx. Ima prostora za 450 potnikov v treh razredih. Zbral je sorazmerno malo naročil 120 (51 potniških in 59 tovornih). Zelo je uspešen največji dvomotornik na svetu 350-tonski Boeing 777, predvsem zadnja in največja verzija 777-300ER. 777 bodo v prihodnosti ga bodo še povečali v 777X (777-8X in 777-9X). Slednji bo imel 416 sedežev potnikov v tri razredni konfiguraciji, bo pa malce lažji kot predhodnik. Vse verzije 777 so zbrale okrog 1550 naročil (marec 2014), od tega 380 še neizpolnjenih,. Leta 2011 je vstopilo v uporabo prvo kompozitno potniško letalo Boeing 787 Dreamliner in je zbral 1030 naročil, od tega 122 dobavljenih (marec 2014).
Zanimivo je, da bosta širokotrupna Boeing 787 in A350 uporabljala v veliki meri kompozitne materiale, medtem ko bosta manjša Airbus A320NEO in Boeing 737 MAX še vedno aluminijasta, uporabljala bosta nove motorje CFM International LEAP in Pratt & Whitney PW1000G.

### Drugi
Edino drugo širokotrupno potniško letalo v proizvodnji (v nekaj primerkih) je ruski štirimotorni Iljušin Il-96, ki ima le 33 naročil, od tega 10 neizpolnjenih (marec 2014). Edino drugo širokotrupno letalo v proizvodnji je tovorni Iljušin Il-76, v prihodnosti bodo mogoče ponovno izdelali v maloserijski proizvodnji tovorni Antonov An-124 Ruslan z novimi motorji.

### Proizvajalci motorjev
Motorje za širokotrupna potniška letala proizvajajo trije proizvajalci:
- General Electric
- Rolls-Royce plc
- Pratt & Whitney

Obstaja tudi ruski Aviadvigatel PS-90, ki pa se uporablja zelo malo. Engine Alliance GP7200 na Airbusu A380 je sodelovanje General Electrica in Pratt & Whitney.

## Primerjava Airbusa in Boeinga
| ozkotrupni                                                   |          |         |           |          |                  |          |                    | 1010 707 |        |        |
| ozkotrupni                                                   |          |         |           |          |                  |          |                    | 155 717  |        |        |
| ozkotrupni                                                   |          |         |           |          |                  |          |                    | 1831 727 |        |        |
| ozkotrupni                                                   | 493 A320 | 440 737 | 1162 A320 | 1046 737 | 4298 A320 family | 3680 737 | 5895 A320          | 7865 737 |        |        |
| ozkotrupni                                                   |          |         |           |          |                  |          |                    | 1049 757 |        |        |
| širokotrupni                                                 |          | 21 767  |           | 2 767    |                  | 49 767   | 561 A300 255 A310  | 1061 767 |        |        |
| širokotrupni                                                 | 108 A330 | 98 777  | 69 A330   | 113 777  | 267 A330         | 380 777  | 1046 A330 377 A340 | 1164 777 |        |        |
| širokotrupni                                                 | 0 A350   | 65 787  | 230 A350  | 182 787  | 812 A350         | 916 787  | 0 A350             | 114 787  |        |        |
| širokotrupni                                                 | 25 A380  | 24 747  | 42 A380   | 12 747   | 182 A380         | 55 747   | 122 A380           | 1482 747 |        |        |
| Skupno                                                       | 626      | 648     | 1503      | 1355     | 5559             | 5080     | 8256               | 15731    |        |        |
| *Skupne dobavae so pri Boeing od leta 1958 in Airbus od 1974 |          |         |           |          |                  |          |                    |          |        |        |
| Boeing                                                       | Boeing   | Boeing  | Boeing    | Boeing   | Airbus           | Airbus   | Airbus             | Airbus   | Airbus | Airbus |